# Arena do Futuro

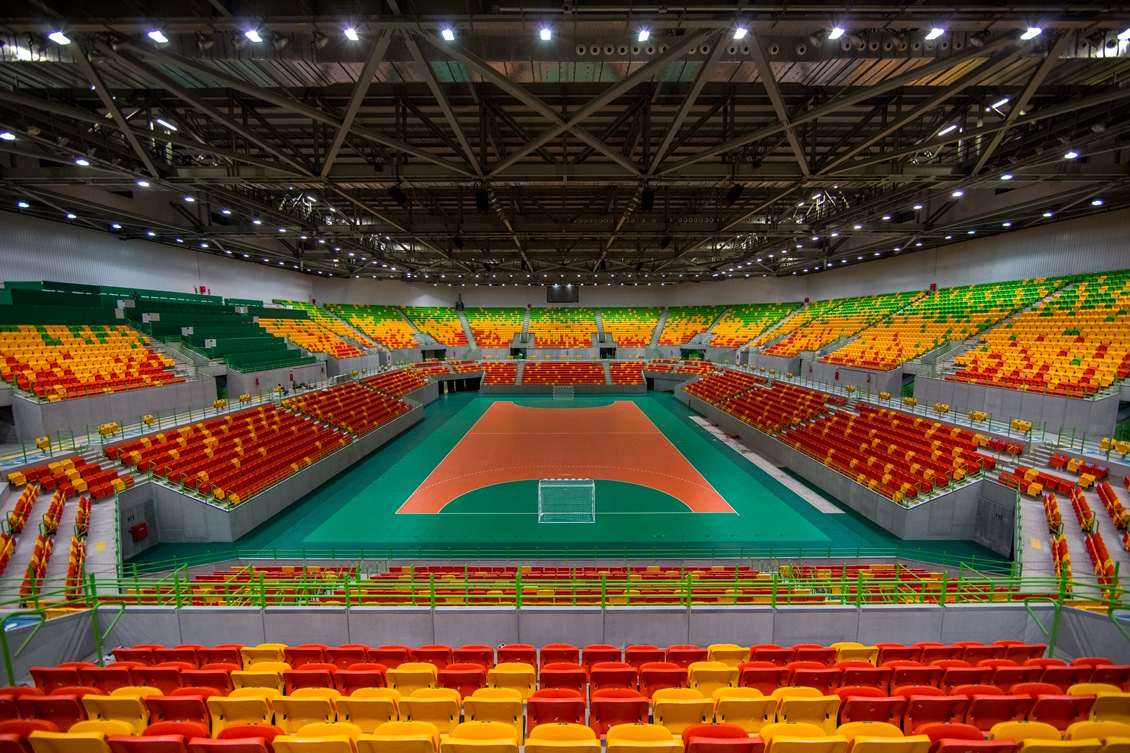
Wnętrze hali

Future Arena (port. Arena do Futuro, pol. Arena Przyszłości) – tymczasowa hala sportowa w Rio de Janeiro zbudowana na Letnie Igrzyska Olimpijskie 2016. Rozgrywane są na niej turnieje piłki ręcznej. Podczas Letnich Igrzysk Paraolimpijskich 2016 na hali będzie rozgrywany goalball. Hala ma 12 000 miejsc.
Obiekt wchodzi w skład kompleksu Parque Olímpico da Barra położonego w dzielnicy Barra da Tijuca.
Hala została zaprojektowana tak, aby po jej rozebraniu poszczególne elementy mogły zostać ponownie wykorzystane. Po zakończeniu igrzysk Future Arena miała zostać rozebrana na części, służące do budowy czterech szkół. Łącznie szkoły miały zapewnić przestrzeń do edukacji dla 2000 uczniów. Rozbiórka hali sportowej rozpoczęła się w 2022 roku. Pierwsze szkoły zostały otwarte w lutym 2024 roku. 